# Sitio de Ciudad Rodrigo (1812)

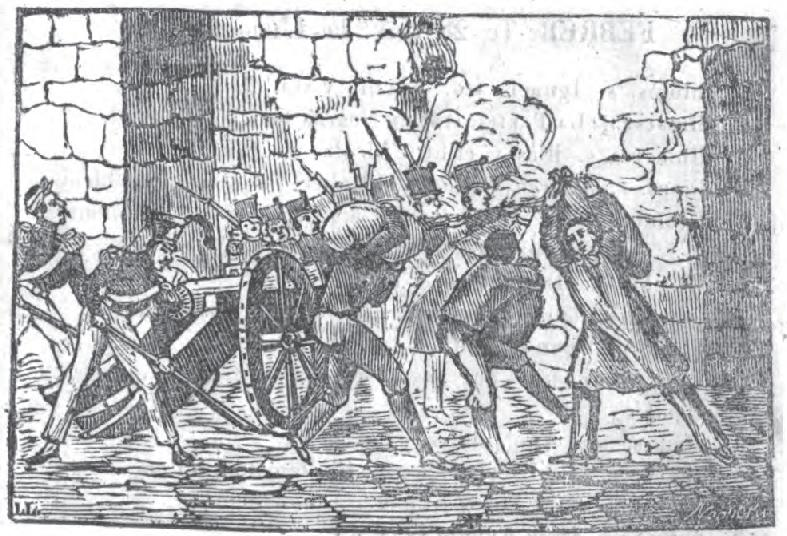
Entrada a la ciudad del ejército de Arthur Wellesley el día 20 de enero de 1812, último día del asedio.

El sitio de Ciudad Rodrigo de 1812 fue un asedio por la conquista de la ciudad española homónima entre franceses y aliados. Este asedio se encuadra dentro de la serie de asedios que se dieron durante la Guerra de la Independencia Española. El ejercitó anglo-portugués, comandado por Arthur Wellesley, primer duque de Wellington, tomó la ciudad donde estaba la guarnición francesa bajo el mando del brigadier general Barón Barrié el 20 de enero de 1812, tras el sitio que había comenzado el 7 de enero.

## Antecedentes
Previamente, los franceses habían tomado la ciudad a las fuerzas españolas tras el primer sitio de Ciudad Rodrigo en 1810.
Como parte de su estrategia en la Guerra de Independencia, el Mariscal Auguste Marmont ordenó enviar 10 000 hombres al Mariscal Suchet para ayudarle a conquistar Valencia y 4000 como refuerzo. Cuando el Duque de Wellington recibió noticias de que el Ejército francés de Portugal de Marmont había enviado fuerzas al este, se dirigió a Ciudad Rodrigo e inició el asedio el 8 de enero.

## Asedio
Ciudad Rodrigo era una fortaleza de segunda clase con murallas de diez metros de alto construidas de «mala mampostería, sin flancos, con parapetos débiles y terraplenes débiles». Una colina cercana conocida como «Gran Tesón», de una altura de 180 metros, dominaba la ciudad. Los franceses construyeron una fortaleza adicional en ese lugar. La defensa francesa, compuesta por 2000 hombres, incluía batallones del 34.º Regimiento Ligero y el 113.er Regimiento de Infantería, una sección de zapadores, 167 artilleros y 153 cañones. Era demasiado débil para poder defender la fortaleza.
El 8 de enero la División Ligera tomó el Tesón Grande y empezó a cavar posiciones para las baterías. El Convento de Santa Cruz fue conquistado el 13 de enero por la Legión alemana del Rey y una compañía del 60.º. El convento de San Francisco cayó el 14 de enero. Las baterías abrieron fuego el 14 de enero, incluyendo 23 cañones de 24 libras y cuatro de 18 libras. En cinco días, pudieron abrir dos brechas en las murallas. El Duque de Wellington ordenó el asalto la noche del 19 de enero.
La 3ª División del General Thomas Picton entró en la brecha más grande situada en el noroeste de la muralla cercana a la catedral, mientras que la división ligera de Robert Craufurd penetró por la brecha del norte. Durante el sitio, Craufurd fue herido, muriendo días después. La Brigada Portuguesa realizaría ataques de distracción en la Puerta de San Pelayo en el este y a través del río Águeda en el sur.

## Resultado
El Ejército francés de Portugal perdió sus armas de asedio, incluidos 153 cañones. Irónicamente, el mariscal francés Suchet capturó Valencia antes de que los refuerzos de Marmont llegasen.
La captura de Ciudad Rodrigo abrió un pasillo en el oeste de España que permitió al Duque de Wellington proceder a la captura de Badajoz.

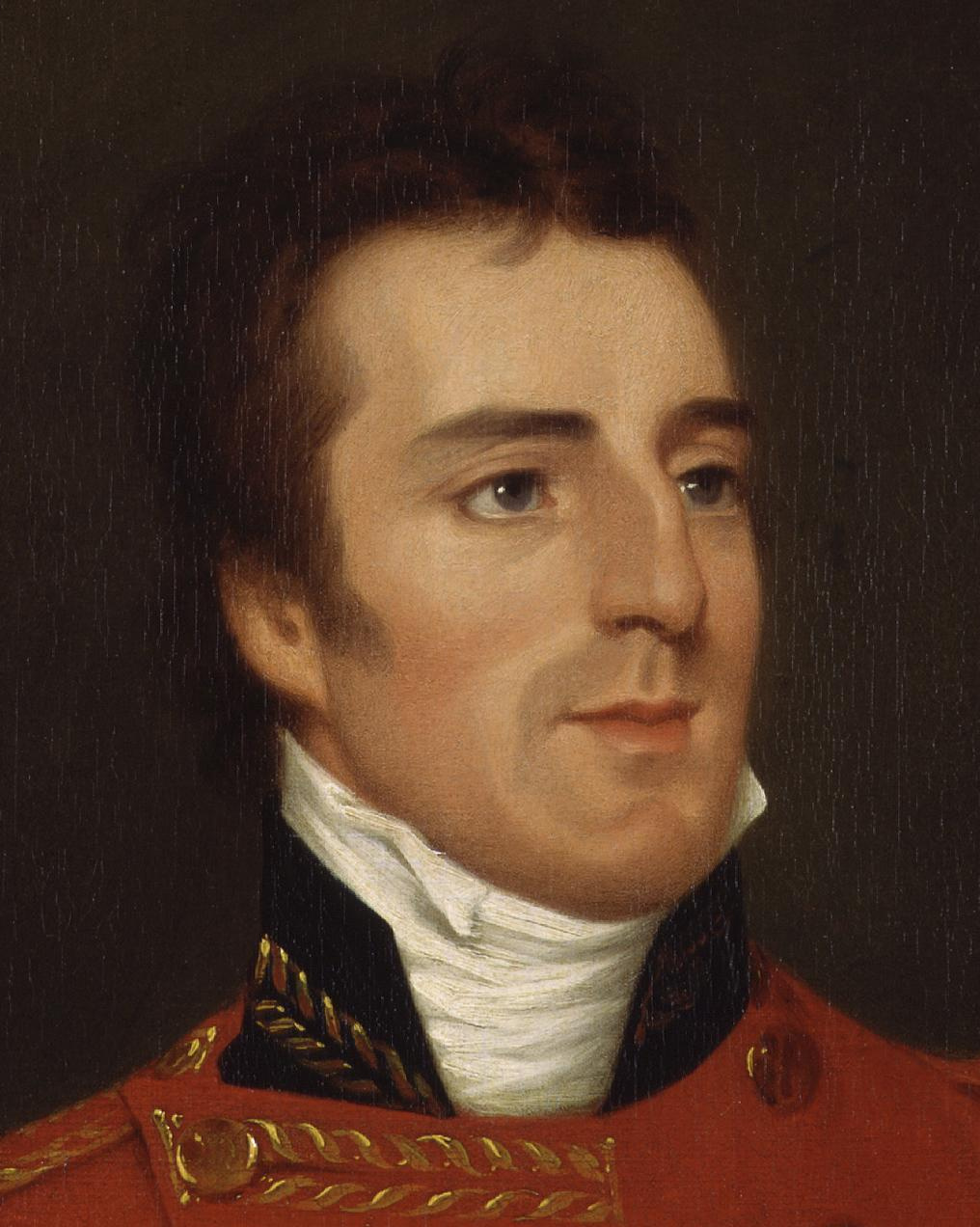
Duque de Wellington
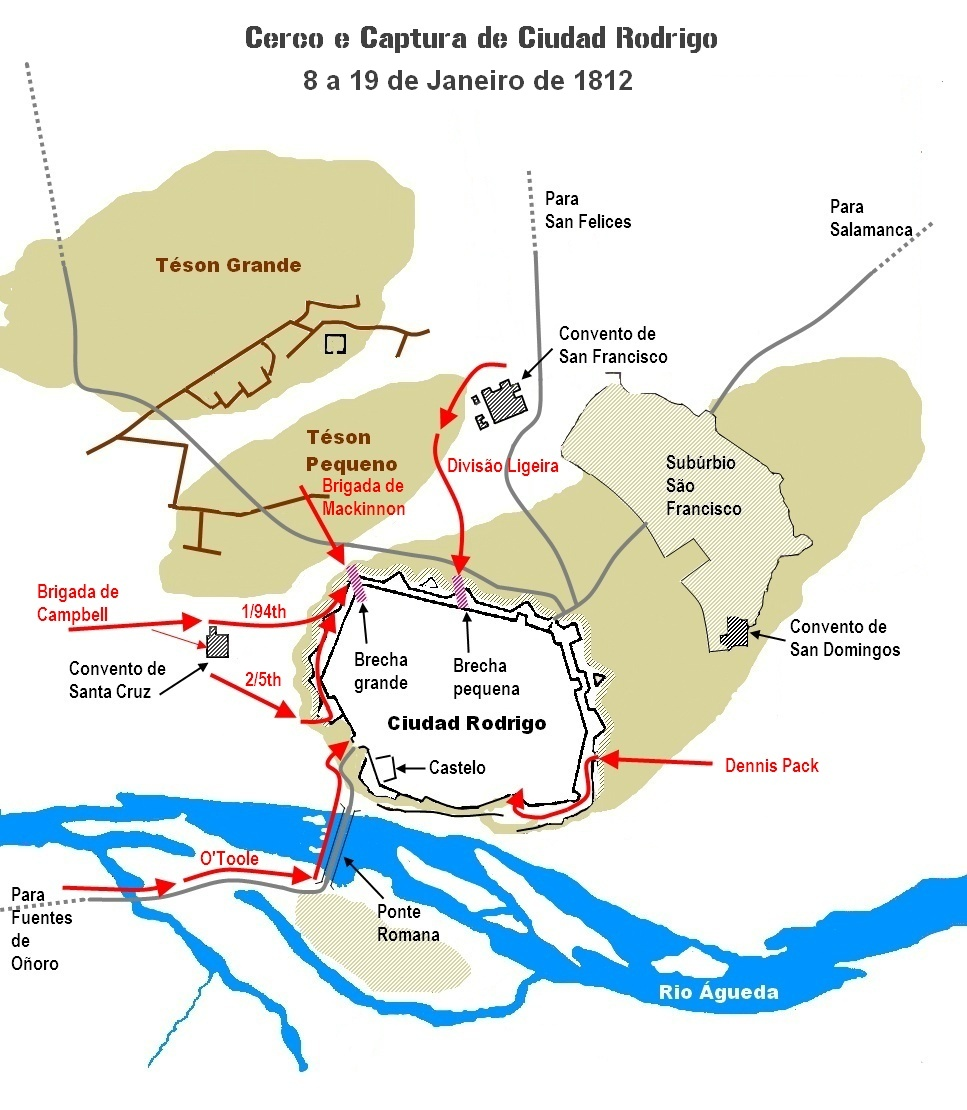
Mapa del sitio
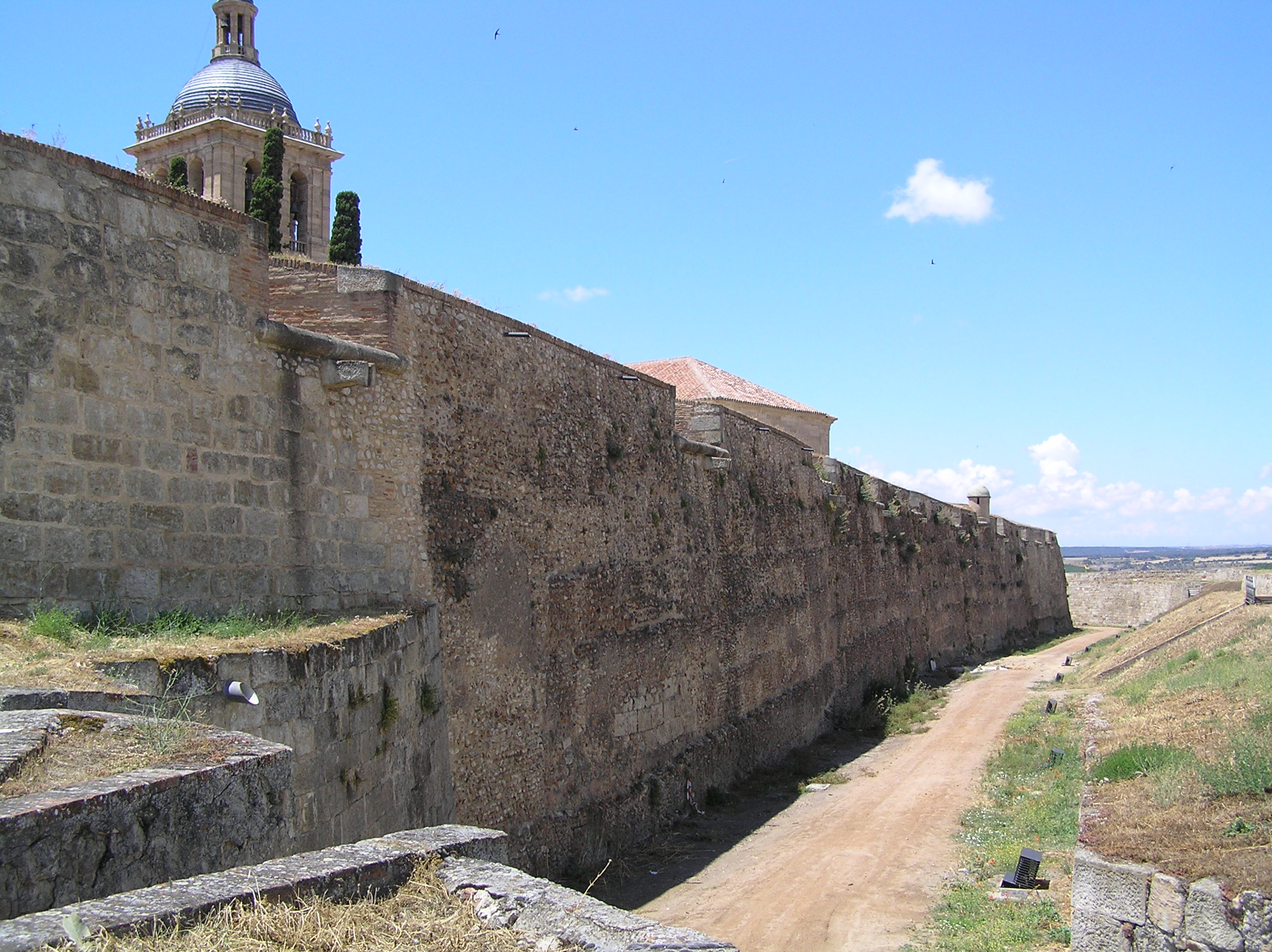
Murallas